# Glenn Nyberg
Glenn Per Nyberg, född 12 oktober 1988 i Säter, är en svensk fotbollsdomare. 
Nyberg debuterade som förbundsdomare 2008. Han har dömt över 240 allsvenska matcher. Nyberg har även dömt över 20 matcher i Superettan samt över 90 internationella matcher. 2016 blev han officiell FIFA-domare. Efter säsongen 2016 röstade spelarna i Allsvenskan fram Nyberg till "Årets domare". Nyberg har röstats fram tre gånger till Allsvenskan bästa domare för herrar, 2019, 2020 och 2023.

## Privatliv
Glenn Nybergs far, Per-Inge Nyberg, har också arbetat som fotbollsdomare, både internationellt och i Sverige.